# Lonnie Chisenhall
Lonnie Chisenhall (né le 4 octobre 1988 à Morehead City, Caroline du Nord, États-Unis) est un voltigeur et joueur de troisième but des Ligues majeures de baseball jouant pour les Indians de Cleveland.

## Carrière

### Collégiale
Lonnie Chisenhall est repêché au 11e tour de sélection par les Pirates de Pittsburgh en 2006 mais décline l'offre de contrat pour poursuivre sa carrière à l'Université de Caroline du Sud (USC). 
À sa première année, il est renvoyé de l'université pour être entré par effraction dans un dortoir et avoir volé de l'équipement électronique avec la complicité d'un coéquipier, le lanceur Nick Fuller. En février 2008, Chisenhall est condamné à six mois de probation. Ceci n'empêche pas les Indians de Cleveland d'en faire leur choix de première ronde en juin 2008, alors que Chisenhall évolue pour un collège communautaire de Winterville, en Caroline du Nord, où il est transféré après le cambriolage survenu à USC.

### Ligues mineures
Début 2011, Chisenhall est considéré comme le meilleur joueur d'avenir de l'organisation des Indians de Cleveland et se classe 28e dans le classement des meilleurs joueurs des ligues mineures dressé par la Ligue majeure de baseball.
Il amorce la saison 2011 dans les ligues mineures pour les Clippers de Columbus, le club-école de niveau Triple-A des Indians dans la Ligue internationale. En juin, il subit une commotion cérébrale et s'absente une dizaine de jours. À son retour, il produit 13 points pour son équipe à ses trois premières parties. Avec 14 points produits en cinq matchs, il est nommé joueur de la semaine en Ligue internationale et mérite un premier rappel dans les majeures alors que les Indians de Cleveland viennent de perdre Shin-Soo Choo, blessé. 

### Indians de Cleveland
Lonnie Chisenhall débute dans les majeures avec Cleveland le 27 juin 2011 et frappe deux coups sûrs en quatre présences au bâton dans une victoire de 5-4 des Indians sur les Diamondbacks de l'Arizona. Son premier coup sûr en carrière est un double aux dépens du lanceur Ian Kennedy et il produit un point à l'aide d'un simple plus tard dans le match. Le 6 juillet, face aux Yankees de New York et leur lanceur Boone Logan, il frappe son premier circuit dans les majeures. En 66 parties pour les Indians en 2011, il obtient 7 circuits et 22 points produits et affiche une moyenne au bâton de ,255.
Le 9 juin 2014 lors d'une visite aux Rangers du Texas, Chisenhall connaît un match de 5 coups sûrs en 5, 3 circuits et 9 points produits dans une victoire de 17-7 des Indians. Il égale le record de franchise du plus grand nombre de points produits en un match établi le 4 mai 1991 par Chris James. 
Après l'arrivée du jeune Giovanny Urshela, un joueur de troisième but, avec Cleveland en juin 2015, Chisenhall est muté au poste de voltigeur de droite,. La transition s'avère un avantage pour les Indians, qui avaient eu du mal à trouver le candidat parfait au champ droit, et Chisenhall s'y distingue par son brillant jeu défensif.